# Jordi Lara i Surinyach
Jordi Lara i Surinyach (Vic, Osona, 4 de desembre de 1968) és un escriptor català.

## Biografia
És llicenciat en literatura catalana i també ha cursat estudis de piano i composició. Ha treballat com a periodista cultural a TV3, on ha dirigit els espais Sardana, Nydia, La sonora o Il·luminats.
Va debutar com a novel·lista el 2005 amb Papallones i roelles, una aproximació de no-ficció a la figura del coreògraf Salvador Mel·lo. El 2008, amb Una màquina d'espavilar ocells de nit, va aconseguir repercussió de la crítica i entre els lectors; la novel·la –aplec de cròniques sobre l'art i la creació– narra la descoberta de la vida d'un jove integrat en una cobla de vells músics. L'any 2016 va publicar el llibre de relats llargs Mística conilla, que va rebre el premi de la Crítica Serra d'Or de Narrativa. El 2019 va publicar la novel·la Sis nits d'agost, una indagació literària sobre la mort com a riquesa a partir dels darrers dies del filòsof i activista Lluís Maria Xirinacs. Tots quatre llibres els ha publicat amb l'editorial Edicions de 1984.
Partidari d'una forma atemporal de modernitat i transgressió, la seva obra presenta sovint personatges i universos marginals, extemporanis, que malden per ubicar-se en la societat d'avui, amb predilecció per temes i universos que enllacen amb la tradició tractats amb un llenguatge formal, innovador i molt personal. La fugida, la mort, la bellesa patètica de les contradiccions humanes o l'art com a consol són temes que apareixen en els seus llibres.
Lara és també un escriptor que explora les rebaves de l'escriptura. "Cada expressió artística és una metàfora de l'altra. Em fa l'efecte que la meva obra cinematogràfica és la poesia que no he escrit; la narrativa, el cinema que no rodaré", escriu en el catàleg de la videeoexposició “Literatura expandida”.
El 2011 va escriure i dirigir el llargmetratge de ficció Ventre blanc (Bubulina Films), al qual van seguir els migmetratges Una màquina d'espavilar ocells de nit - cinematografia submergida en la novel·la (2013), Pel mantell de la verge prenyada (2013) i altres peces de creació que exploren la relació entre la cinematografia i la literatura. Bona part d'aquestes obres s'han pogut veure en diferents videoexposicions.
Pel novembre del 2023, el programa Il·luminats, de 3cat, a mig camí entre la conversa i la performance, ideat, escrit, dirigit i presentat per Jordi Lara, va rebre el Premi Zoom Internacional d'Audiovisuals 2023 com a millor programa de Cultura i Divulgació.
| «                                                  | La literatura és un combat de la llengua amb el món; la llengua maldant per dir el món; el món no deixant-se dir. Amb les despulles rendides d'aquest combat en fem els llibres. | » |
| — Jordi Lara. Discurs del Premi Crítica Serra d'Or | |   |

L'abril de 2024 el 'Quadern' d'El País va incloure Una màquina d'espavilar ocells de nit com una de les cinquanta millors obres dels últims cinquanta anys.

## Obra[9]

### Obra literària publicada
- 1988 - Pux orelluda. Emboscall Edicions. Poemes
- 2001 - L'inventor de sons. Ed. Vilatana. Contes
- 2005 - Una boa paint un elefant. Ed. El Mèdol
- 2005 - Papallones i roelles. Edicions de 1984
- 2008 - Una màquina d'espavilar ocells de nit. Edicions de 1984. Novel·la.[10] El 2014 se'n va fer una representació escènica amb música d'Arnau Tordera i Prat
- 2016 - Mística conilla. Edicions de 1984. Relats[11]
- 2019 - Sis nits d'agost. Edicions de 1984[4][12]

### En llibres col·lectius
- 2010 - Veus de la nova narrativa catalana. Ed. Empúries. Inclou els relats inèdits de Jordi Lara "Crisis" i "Després de la música"
- 2011 - Tombes i lletres. Edicions Sidillà. Jordi Lara hi retrata Miquel Martí i Pol
- 2013 - Els jocs retrobats. Edicions Sidillà. Inclou dos textos inèdits de Jordi Lara
- 2018 - Dies que duraran anys. Ara Llibres. Fotografies de Jordi Borràs; text de Jordi Lara. Sobre la càrrega policial de l'1-0
- 2021 - Vora el mar. Univers. Inclou el relat "Illot"
- 2021 - Els coets venien com llagostes. Branca, CCCB. Inclou "Notes per a un art marcià"
- 2024 - Assassins. Columna Edicions. Inclou el relat "La perla"

### Cinematografia i videocreació
- 2009 - Tres videodanses d'arrel: Així no estic sol, Mom i Pla de fuga. Bubulina Films
- 2010 - El tractoret. Videocreació. Bubulina Films
- 2010 - Placenta. Curtmetratge dins l'orgue. Bubulina Films
- 2011-2015 - Mística conilla, el relat no escrit. Apunts videogràfics per a un relat literari no escrit
- 2012 - Ventre blanc. Llargmetratge de ficció. Bubulina Films[13]
- 2013 - Una màquina d'espavilar ocells de nit - cinematografia submergida en una novel·la. Migmetratge. Bubulina Films & Centre d'Arts Contemporànies de Vic[14]
- 2013 - Pel mantell de la verge prenyada. Migmetratge. Bubulina Films. Retaule cinematogràfic protagonitzat pel poeta Perejaume
- 2013 - Intentar capturar un instant germinal. Divagació viària sobre la inspiració mentre condueix
- 2014 - Trenta-quatre ferralles per a una exposició. Curtmetratge, acció performativa amb l'escultor Jordi París
- 2015-2017 - Tres visions videogràfiques: Passejant amb Folch i Torres vam veure una napea jugant, Damunt el cel de Puigdolena vam veure passar un núvol amb forma de M de Màrius, De menuda Mercè Rodoreda va anar a comprar-se unes ales d'àngel i li van vendre una bata escolar
- 2016 - Tornar als armaris. Instal·lació videogràfica
- 2017 - Bresson dicta un conte. Reflexió videogràfico-literària sobre les Notes sur le cinématographe
- 2017 - El descuit de Thomas Mann. Curtmetratge
- 2017 - Jacint Verdaguer infant roda. Curtmetratge
- 2017 - La vetlla. Migmetratge, nocturn videogràfic amb l'escultor Salvador Juanpere[15]
- 2020 - Caterina vetlla. Videoperformance sobre la darrera comtessa de Pallars
- 2022 - El gos que borda boira endins. Migmetratge. Videopoema sobre Miquel Martí i Pol. Bubulina Films

## Premis i reconeixements[9]
- 1994 - Premi Rafael Peris a la millor contribució a la radiodifusió cultural, per la direcció del programa musical La Principal de Flaix FM
- 2001 - Premi de l'OBP a les iniciatives renovadores, per la direcció de la Gala de la tenora
- 2005 - Premi de l'OBP a les iniciatives renovadores, per la idea i guió de l'espectacle Camí d'Apira
- 2008 - Premi Fundació Enciclopèdia Catalana, per Una màquina d'espavilar ocells de nit
- 2009 - Menció especial del Premi Ciutat de Barcelona, en modalitat Literatura Catalana, per Una màquina d'espavilar ocells de nit
- 2017 - Premi Crítica Serra d'Or de narrativa, pel recull de relats Mística conilla, que inclou, entre d'altres “Lo matí de ma infantesa”[11][16]
- 2020 - Premi de la Crítica de narrativa catalana, per Sis nits d'agost